# Sœurs de la Sainte Face
Les sœurs de la Sainte Face (en latin : Religiosarum a Sancto Vultu) sont une congrégation religieuse féminine enseignante et hospitalière de droit pontifical.

## Historique
La congrégation est fondée le 24 octobre 1932 à San Fior par Maria Pia Mastena (1881 - 1951) pour honorer et propager la dévotion à la sainte Face et venir en aide aux plus pauvres.
L'institut est approuvé le 8 décembre 1936 par Eugenio Beccegato (it), évêque du diocèse de Vittorio Veneto et reçoit le décret de louange le 10 décembre 1947. 

## Activités et diffusion
Les sœurs de la Sainte Face sont consacrées à l'enseignement, aux soins des malades à domicile, à l'apostolat paroissial et missionnaire. 
Elles sont présentes en Italie, au Brésil et en Indonésie.
la maison-mère est à Santa Maria delle Mole près de Marino.
En 2017, la congrégation comptait 151 sœurs dans 22 maisons. 